# زوج بالإيجار (فلم)
زوج بالإيجار فيلم كوميدي مصري، من إنتاج عام 1962، إخراج عيسى كرامة، من بطولة إسماعيل ياسين وزهرة العلا وحسن فايق وداد حمدي والراقصه نجوى فؤاد وميمي شكيب وكمال حسين والدكتور شديد.

## القصة
يضطر مراد بيه للسفر لكن لا يستطيع لان شركته لابد ان يوجد به فيري مساعده فلفل شبيه مراد بيه فيعرض عليه ان يشتغل مكان مراد بيه وتدور الاحداث في اطار كوميدي.

## روابط خارجية
- مقالات تستعمل روابط فنية بلا صلة مع ويكي بيانات